# Mount Lampert
Mount Lampert ist ein rund 1100 m hoher Berg an der Lassiter-Küste des Palmerlands im Süden der Antarktischen Halbinsel. Er ragt 10 km westlich des Kelsey-Kliffs in der Guettard Range auf. 
Der United States Geological Survey kartierte ihn anhand eigener Vermessungen und Luftaufnahmen der United States Navy aus den Jahren von 1961 bis 1967. Das Advisory Committee on Antarctic Names benannte ihn 1968 nach Irwin Ronald Lampert (* 1942), Lagerverwalter auf der Amundsen-Scott-Südpolstation im Jahr 1964.